# Pteroptrix bouceki
Pteroptrix bouceki is een vliesvleugelig insect uit de familie Aphelinidae. De wetenschappelijke naam is voor het eerst geldig gepubliceerd in 2005 door Pedata & Garonna.